# Achterdeurtje
Een achterdeurtje (Engels: backdoor) is een bewust ingevoerde functie in programmatuur om een beveiligingsmechanisme te omzeilen.

## Eigenschappen
De aanwezigheid van een achterdeurtje valt niet op tijdens normaal gebruik van het programma. Wie bekend is met het achterdeurtje, kan toegang krijgen tot de programmatuur zonder door de beveiliging te worden gehinderd. Kenmerkend voor het achterdeurtje is dat het niet in het functioneel ontwerp van een systeem is vermeld. Een achterdeurtje kan om goedaardige redenen in programmatuur worden ingebouwd, bijvoorbeeld de angst om een wachtwoord kwijt te raken. In dat geval is het hele concept van beveiliging niet juist uitgevoerd.
Veelal worden achterdeurtjes om kwaadaardige redenen ingebouwd. Mogelijkheden zijn dat krakers achterdeurtjes openzetten nadat zij een systeem gekraakt hebben om toegang in de toekomst te verzekeren en achterdeurtjes bewust in programma's ingebouwd worden om bepaalde partijen toegang tot de systemen van de gebruikers te geven.

## Voorkomen
Het voorkomen van achterdeurtjes is niet eenvoudig. Mogelijke maatregelen zijn:
- het creëren van veiligheidsbewustzijn bij programmeurs;
- het hanteren van een fatsoenlijk wijzigingsbeheerproces;
- het beoordelen van de ontwikkelde code door vakgenoten;
- het beoordelen van de broncode door een onafhankelijke revisor.

Doordat een achterdeurtje in de regel niet is gedefinieerd in een Functioneel Ontwerp, zal de aanwezigheid door het uitvoeren van acceptatietests of penetratietests in de regel niet worden opgemerkt.

## Trojaans paard
Een Trojaans paard is een programma met verborgen inhoud. Een Trojaans paard gebruikt een achterdeurtje om de kwaadaardige inhoud te activeren.

## Easter egg
Het verschil met een Easter egg is dat een achterdeurtje bedoeld is om een beveiligingsmechanisme te omzeilen. Een achterdeurtje is meestal ingebouwd met kwaadwillige bijbedoelingen. Een Easter egg is veelal een grapje of een bonus.